# Eragrostis amabilis
Eragrostis amabilis,  es una especie botánica de gramínea planta ornamental. Es originaria de los trópicos del Viejo Mundo.

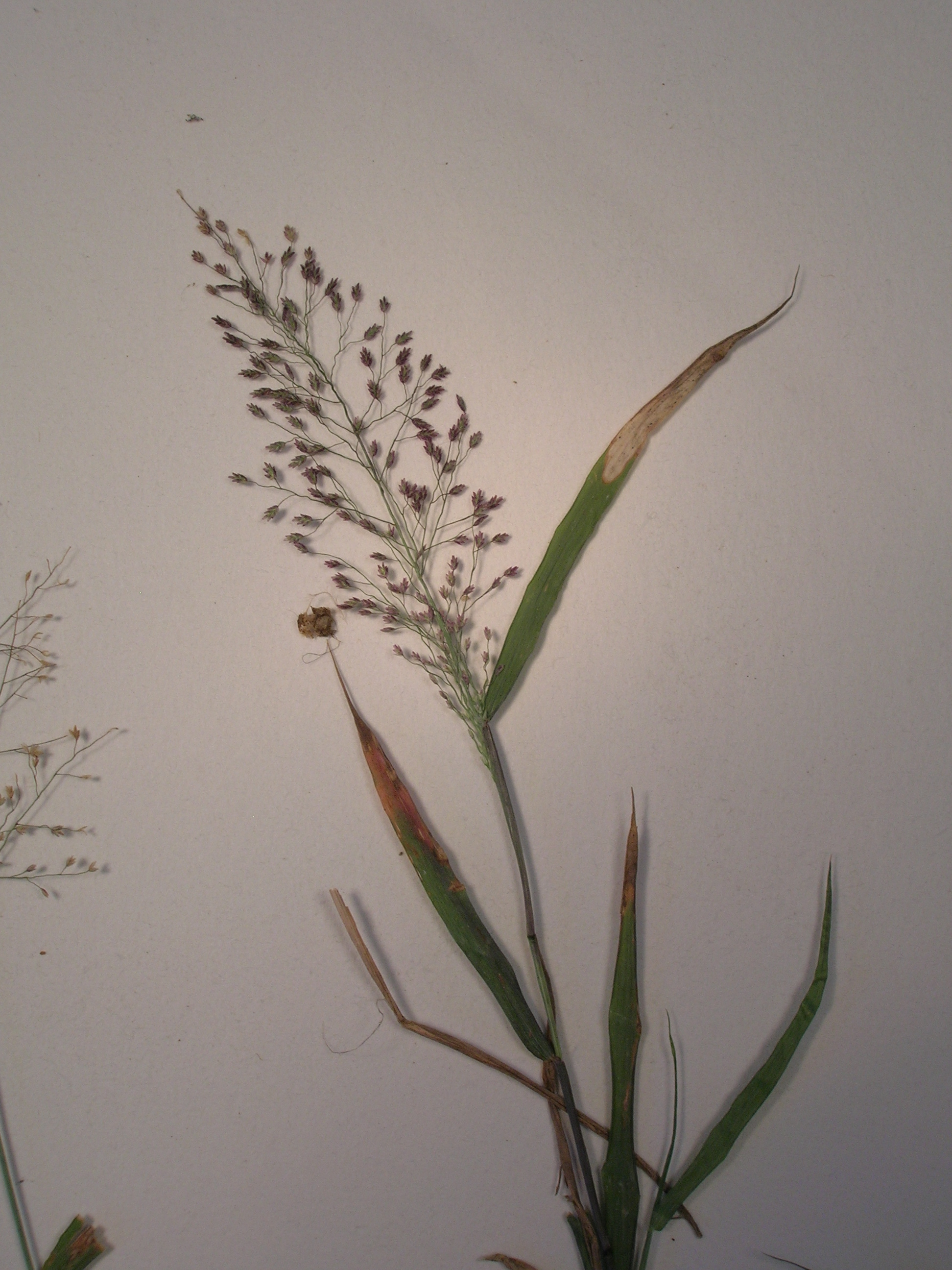
Inflorescencia

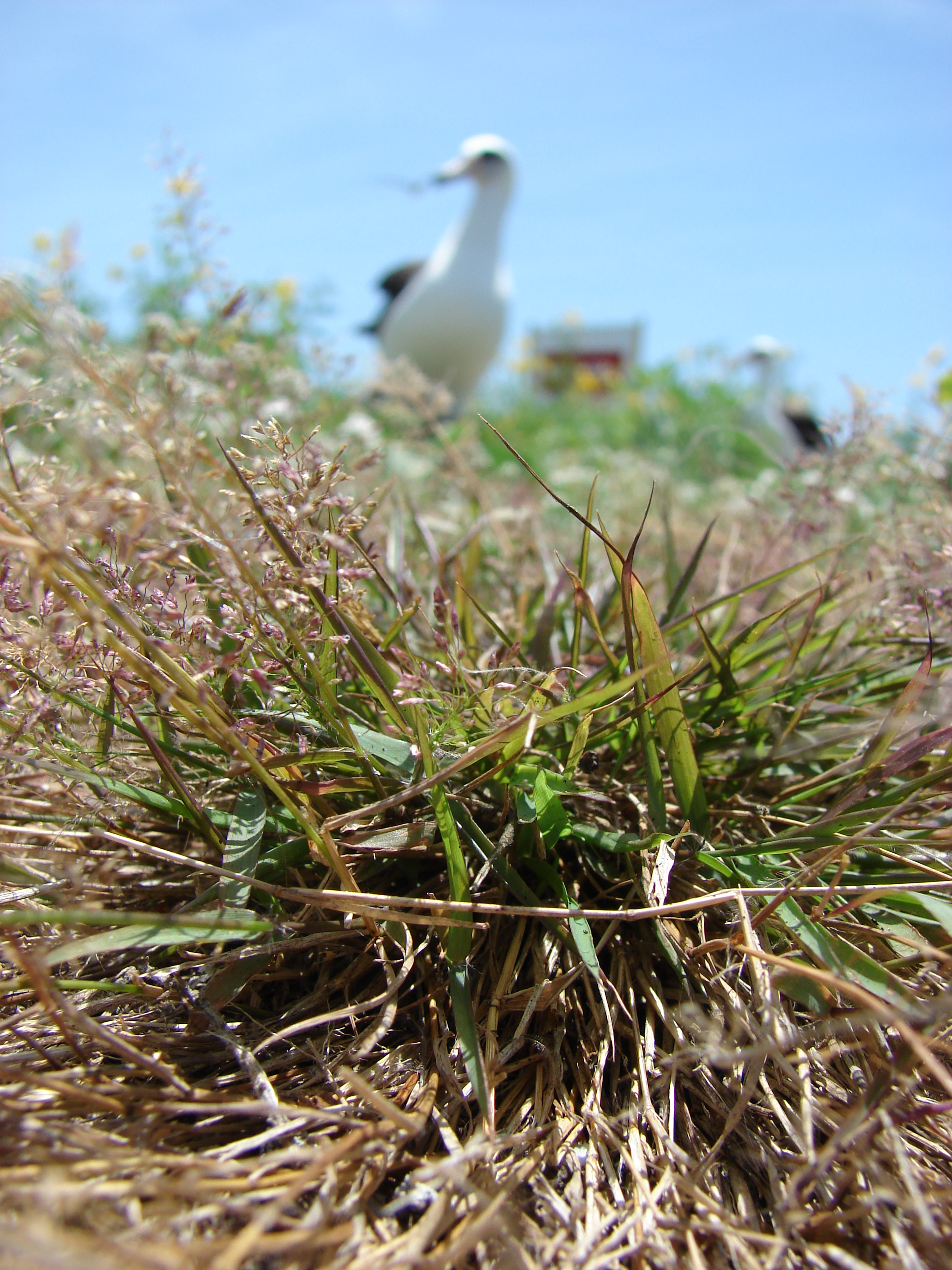
Vista de la planta

## Descripción
Son plantas anuales cespitosas, glandulares; con tallos de 5–40 cm de largo, erectos a decumbentes, ramificados desde los nudos inferiores, glabros. Hojas generalmente caulinares; vainas redondeadas a inconspicuamente carinadas, marginalmente papiloso-pilosas, el ápice piloso; lígula de 0.2–0.3 mm de largo, una línea de tricomas; láminas 3–10 cm de largo y 2–5 mm de ancho, aplanadas, glabras. Panícula oblongo-cilíndrica, 1.5–13 cm de largo y 1.5–4 (–6) cm de ancho, abierta, las axilas pilosas, ramas con espiguillas casi hasta la base, a menudo glandulares, pedicelos más cortos a más largos que las espiguillas, divergentes, a menudo glandulares; espiguillas ovado-oblongas a oblongas, 1.4–2.5 mm de largo y 0.9–1.4 mm de ancho, generalmente purpúreas, desarticulándose desde el ápice; raquilla frágil; glumas 1-nervias, agudas, la inferior 0.4–0.6 mm de largo, la superior 0.7–0.9 mm de largo; flósculos 4–8; lemas 0.8–1 mm de largo, obtusas, escabriúsculas, inconspicuamente carinadas, traslapándose al 1/2 o por encima, las nervaduras laterales conspicuas; páleas casi tan largas como las lemas, las quillas papiloso-ciliadas con tricomas divergentes 0.2–0.4 mm de largo; anteras 3, ca 0.2 mm de largo, purpúreas. Cariopsis de 0.4–0.5 mm de largo y 0.2–0.3 mm de ancho, elíptica en perfil, redonda en sección transversal, obtusa apicalmente.

## Taxonomía
Eragrostis amabilis fue descrita por (L.) Wight & Arn. y publicado en Catalogue of Indian Plants 1834: no. 1777. 1834.
Etimología
Eragrostis: nombre genérico que deriva del griego, eros (amor) o era (tierra) y agrostis (hierba), probablemente en alusión a la característica, terrenal (humana) del aroma femenino de las inflorescencias de muchas de sus especies. Menos descriptivas son las interpretaciones publicadas que incluyen  espiguillas bailando con gracia, bastantes espiguillas y "significado del nombre de dudoso".
amabilis: epíteto latíno que significa "que merece ser amada"
Sinonimia
- Eragrostis amabilis (L.) Wight & Arn. ex Nees 1838
- Eragrostis elegans Nees
- Eragrostis interrupta (Lam.) Döll
- Poa amabilis L. 1753
- Poa lepida Hochst. ex A.Rich. 1851
- Poa plumosa Retz. 1786
- Poa tenella L. 1753 [4]
- Eragrostis tenella
- Cynodon amabilis (L.) Raspail
- Eragrostis ciliaris var. patens Chapm. ex Beal
- Eragrostis plumosa (Retz.) Link
- Erochloe amabilis Raf. ex B.D.Jacks.
- Megastachya amabilis (L.) P.Beauv.
- Megastachya tenella (L.) Bojer[1]